# 阿曼德·杜普兰蒂斯
阿曼德·古斯塔夫·“蒙多”·杜普兰蒂斯（瑞典語：Armand Gustav "Mondo" Duplantis，1999年11月10日—）是出生于美国代表瑞典参加国际比赛的男子田径运动员，专项是撑竿跳高，被认为是历史最佳撑杆跳高运动员。杜普兰蒂斯是撑杆跳高项目室外和室内世界保持者（分别为6米26和6米22）。他是2届奥运会冠军和2届世界田径锦标赛冠军。截至2025年8月，杜普兰蒂斯跳过6米的次数是历史上最多的，共十三次打破世界纪录，自法国人雷諾·拉維萊涅跳过6米16后，自6米17至6米29的世界纪录都是杜普兰蒂斯创造的。
杜普兰蒂斯在2015年世界青少年田徑錦標賽上以15岁的年龄赢得了冠军。一年后，他在世界U20锦标赛上获得了第三名。2017年，他获得了欧洲U20冠军，次年又赢得了世界U20冠军。杜普兰蒂斯是历史上为数不多在少年、青年和成年的田径赛事中都赢得世界冠军的运动员。
杜普兰蒂斯是三届欧洲冠军，分别是在2018年（当时他创造了当前的U20世界纪录）、2022年和2024年。他在2018年被评选为欧洲和世界田径年度男子运动员新星，两年后又被评为世界年度最佳男子运动员。他是2021年欧洲室内锦标赛的金牌得主，并在2020年东京奥运会上赢得了他的第一枚奥运金牌。在2022赛季，杜普兰蒂斯三次打破世界纪录，成为世界室外和室内冠军、欧洲冠军以及钻石联赛冠军，并且在比赛中22次跳过6米，因此他被评为欧洲和世界年度男子运动员。杜普兰蒂斯从2021年到2024年蝉联了四届钻石联赛冠军。

## 早年经历
杜普兰蒂斯出生于美国路易斯安那州拉法叶的一个运动世家。他的父亲美国人格雷格·杜普兰蒂斯是一名前撑杆跳运动员，个人最好成绩为5米80，他的母亲瑞典人海伦娜（旧姓Hedlund）则是一名前七项全能运动员和排球运动员。杜普兰蒂斯成长时期主要讲英语，但也把瑞典语作为第二语言学习。他的夏天常常和瑞典的祖父母一起度过。
他的两个哥哥Andreas和Antoine，以及妹妹Johanna也参与了体育运动。Andreas曾代表瑞典参加2009年世界少年田径锦标赛 和2012年世界青年田径锦标赛，而Antoine在高中时放弃了撑杆跳，转而打棒球，后来进入路易斯安那州立大學，并在2019年成为该队的生涯安打纪录保持者。
杜普兰蒂斯于2018年毕业于拉法葉高中，和他的父母及兄弟一样，选择进入路易斯安那州立大学，但在2019年第一年后为了转为职业选手而离开了学校。

## 生平
杜普兰蒂斯四岁时在路易斯安那州的家里首次尝试撑杆跳并迅速适应了这项运动。他在七岁时创造了第一个年龄组的世界纪录，十岁时跳出了3米86的成绩，这一成绩也超越了11岁和12岁年龄组的世界最佳成绩。到2015年7月，他在七岁到十二岁的所有年龄组中都保持着世界最佳成绩；他曾保持的十三岁纪录直到2015年5月才被打破。
杜普兰蒂斯于2015年6月宣布代表瑞典参赛。作为美国和瑞典的双重国籍公民，他本可以选择为任一国家参加国际比赛。据瑞典国家队撑杆跳高教练Jonas Anshelm透露，杜普兰蒂斯原本计划为美国参赛，但最后选择瑞典部分原因是Anshelm邀请他的父亲加入队伍担任教练。杜普兰蒂斯还表示，他的哥哥在青少年时期代表瑞典的美好经历，以及他小时候对瑞典的热爱，让他决定为瑞典参赛变得非常容易，但他依然对拉法叶有着深厚的感情。
杜普兰蒂斯於2020年世界室內田徑巡迴賽波蘭托倫站跳出了6.17公尺，打破2014年法國好手雷諾·拉維萊涅創下的室內6.16公尺撐竿跳紀錄。短短七天之後在世界田徑室內巡迴賽格拉斯哥站跳出6公尺18佳績，再度刷新室內世界紀錄。2020年9月在鑽石聯賽羅馬站男子撐竿跳越過6公尺15的高度，刷新烏克蘭傳奇「鳥人」26年前的室外世界紀錄，摘下金牌。在2020東京奧運男子撐竿跳比賽中以6.02公尺的成績奪得金牌。
杜普蘭蒂斯於2022年三度刷新男子撐桿跳項目的世界紀錄。分別是在世界田联室内巡回赛贝尔格莱德站的6米19，2022年室內田徑世錦賽的6米20和2022年尤金世錦賽的6米21。
杜普兰蒂斯在2024年巴黎奧運會上以6米25的成绩打破世界纪录並夺得冠军，成为自鲍勃·理查兹后再次卫冕男子撑杆跳高项目金牌的运动员。
2025年6月15日，杜普兰蒂斯以6米28的成績第12次刷新自己保持的世界紀錄。

### 瓦霍尔姆 V.S. 杜普兰蒂斯
9月4日，杜普兰蒂斯在钻石联赛苏黎世站前夕参加了一场与400米跨栏世界纪录保持者卡斯滕·瓦霍尔姆的100米表演赛。杜普兰蒂斯以个人最好成绩10秒37战胜同样创造最好成绩10秒47的瓦霍尔姆。 
9月13日，杜普兰蒂斯在2024年钻石联赛总决赛中赢得了他的第四个钻石联赛总决赛冠军，凭借6米11的成绩创下赛会纪录。

## 个人生活
在母亲的鼓励下，杜普兰蒂斯通过Skype学习了大量的瑞典语课程以提高流利度。到2020年，他感觉自己对母语的理解比过去快得多。他的母亲表示，虽然杜普兰蒂斯在公共场合说瑞典语时会感到害羞，但在私下里他非常乐意说，因为那里的压力较小。到2021年赢得东京奥运会金牌后，他的语言能力提升到可以完全用瑞典语接受采访的程度。之前，杜普兰蒂斯曾感叹由于瑞典人英语水平普遍较高，使得母语者更倾向于与他用英语交流，影响了他的瑞典语进步。
杜普兰蒂斯通常将一年分为在路易斯安那州过冬和在瑞典乌普萨拉过夏天，以适应两地气候为训练提供最佳条件。杜普兰蒂斯母亲成长的阿沃斯塔在巨大的Dala horse纪念碑旁竖起了一个撑杆跳杆，以展示他的世界纪录高度。当他听到这个消息时，杜普兰蒂斯因所取得的成就而“泪流满面”。

## 外部連結
- 阿曼德·杜普兰蒂斯在World Athletics（英语）
- 阿曼德·杜普兰蒂斯在European Athletic Association（英语）
- 阿曼德·杜普兰蒂斯在Diamond League（英语）
- 阿曼德·杜普兰蒂斯在Olympics.com（英语）
- 阿曼德·杜普兰蒂斯在Olympedia（英语）
- 阿曼德·杜普兰蒂斯在Swedish Olympic Committee（瑞典语）

| 紀錄                 | 紀錄                                                    | 紀錄               |
| -------------------- | ------------------------------------------------------- | ------------------ |
| 前任： 雷诺·拉维莱涅 | 男子撑竿跳高世界纪录保持者 2020年2月8日至今             | 繼任： 当前        |
| 獎項                 |                                                         |                    |
| 前任者： 諾亞·萊爾斯 | Track & Field News年度最佳青年男子田径运动员 2017、2018 | 繼任者： 马修·博林 |